# ブーン郡 (ウェストバージニア州)
ブーン郡（英: Boone County）は、アメリカ合衆国ウェストバージニア州の南西部に位置する郡である。2010年国勢調査での人口は24,629人であり、2000年の25,535人から3.5%減少した。郡庁所在地はマディソン市（人口3,076人）であり、同郡で人口最大の都市でもある。ブーン郡は1847年に、カナー郡、キャベル郡、ローガン郡のそれぞれ一部を合わせて設立された。郡名は著名な狩猟者かつ探検家だったダニエル・ブーンに因んで名付けられた。ブーンは1789年から1795年までグレート・カナー・バレーに家を構えていた。
ブーン郡はチャールストン大都市圏に属しており、2006年時点の都市圏人口は305,526人だった。
郡内の主要産業は石炭と天然ガスの鉱業、林業であり、また主要農作物はタバコとイチゴである。
2006年2月1日、郡内ユニーダとワートンの町で大きな鉱山事故が起きた。この年は、1月のセイゴ鉱山事故とアラコマアルマ鉱山事故が起こっていたので、ウェストバージニア州知事ジョー・マンチンは「鉱山安全閉止標準」に従い、州内全ての鉱山を閉鎖させた。

## 地理
アメリカ合衆国国勢調査局に拠れば、郡域全面積は503平方マイル (1,303 km2)であり、このうち陸地503平方マイル (1,303 km2)、水域は0平方マイル (0.5 km2)で水域率は0.04%である。

### 主要高規格道路
- アメリカ国道119号線
- ウェストバージニア州道3号線
- ウェストバージニア州道17号線
- ウェストバージニア州道85号線
- ウェストバージニア州道94号線
- ウェストバージニア州道99号線

### 隣接する郡
- カナー郡 - 北
- ローリー郡 - 東
- ワイオミング郡 - 南
- ローガン郡 - 南西
- リンカーン郡 - 西

## 人口動態
以下は2000年国勢調査による人口統計データである。
| 基礎データ - 人口: 25,535人 - 世帯数: 10,291 世帯 - 家族数: 7,460 家族 - 人口密度: 20人/km2（51人/mi2） - 住居数: 11,575軒 - 住居密度: 9軒/km2（23軒/mi2） 人種別人口構成 - 白人: 98.53% - アフリカン・アメリカン: 0.65% - ネイティブ・アメリカン: 0.12% - アジア人: 0.07% - 太平洋諸島系: 0.02% - その他の人種: 0.07% - 混血: 0.54% - ヒスパニック・ラテン系: 0.46% 先祖による構成 - イギリス系：13% - アイルランド系：12% - ドイツ系：11% 年齢別人口構成 - 18歳未満: 23.2% - 18-24歳: 9.0% - 25-44歳: 28.0% - 45-64歳: 26.3% - 65歳以上: 13.6% - 年齢の中央値: 39歳 - 性比（女性100人あたり男性の人口） - 総人口: 95.5 - 18歳以上: 92.5 | 世帯と家族（対世帯数） - 18歳未満の子供がいる: 31.1% - 結婚・同居している夫婦: 57.5% - 未婚・離婚・死別女性が世帯主: 10.5% - 非家族世帯: 27.5% - 単身世帯: 24.6% - 65歳以上の老人1人暮らし: 11.0% - 平均構成人数 - 世帯: 2.47人 - 家族: 2.92人 収入と家計 - 収入の中央値 - 世帯: 25,669米ドル - 家族: 31,999米ドル - 性別 - 男性: 34,931米ドル - 女性: 19,607米ドル - 人口1人あたり収入: 14,453米ドル - 貧困線以下 - 対人口: 22.0% - 対家族数: 18.3% - 18歳未満: 27.9% - 65歳以上: 13.9% |

## 都市と町

### 法人化自治体
- マディソン - 郡庁所在地
- ダンビル
- シルベスター
- ホワイツビル

次のリストは郡内の未編入町であるが、これで全てではない。

### 未編入の町
| - アンドリュー - アシュフォード - ボールドノブ - バンディタウン - バーレット - ビッグサン - ビム - ブルーミングローズ - ブルーペナント - ボブホワイト - ブラッドリー - ブラシュトン - カメオ - ケイジー - クリントン - クロージャー | - コンフォート - クーパータウン - ダートモント - ドッドソンジャンクション - イースリー - イーデン - エルクランジャンクション - エモンズ（部分） - フォック - フォスター - フォスタービル - ガリソン - ゴードン - グリーンビュー - グリップ | - ハバナ - ヒューエット - ホプキンスフォーク - ジェイニー - ジェフリー - ジュリアン - キース - カービートン - コールサート - ランタ - リッククリーク - リンディタウン - ローギャップ - マニラ - マーニー | - マーサタウン - マクシン - ミルタウン - モリスベイル - ネルソン - ネリス - オーガス - オタワ - ペイトナ - ポンドコー - パウェルクリーク - プレンター - プライスヒル - クインランド - ラシーン | - ラメイジ - リッジビュー - ランブル - セコール - セス - シャーロー - サウスマディソン - タートルクリーク - トワイライト - ユニーダ - バン - ワシントンハイツ - ワートン - ウィリアムズマウンテン |

## 教育

### マディソン
- ジェフリー・スペンサー小学校
- マディソン小学校
- ラメイジ小学校
- ブルックビュー小学校
- マディソン中学校
- スコット高校

### バン
- バン小学校
- バン・ジュニア・シニア高校

### ワートン
- ワートン小学校

### セス
- アシュフォード・ランブル小学校
- ネリス小学校
- シャーマン小学校
- シャーマン・ジュニア高校
- シャーマン・シニア高校
- ホワイツビル小学校